# Jens Thomasen
Jens Thomasen, né le 25 juin 1996 à Sanderum (en) au Danemark, est un footballeur danois qui évolue au poste de milieu central à l'IF Elfsborg.

## Biographie

### Odense BK
Né à Sanderum (en) au Danemark, Jens Thomasen est formé par l'Odense BK au Danemark. C'est avec ce club qu'il fait ses débuts en professionnels, le 24 avril 2015, contre l'Esbjerg fB, lors de la saison 2014-2015 de Superligaen. Ce jour-là il est titulaire et son équipe remporte la partie sur le score de deux buts à zéro.
En novembre 2015 il prolonge son contrat jusqu'en 2019. Son contrat est à nouveau prolongé le 25 janvier 2015, cette fois jusqu'en 2020.

### Nîmes Olympique
Le 8 juillet 2022, Jens Thomasen rejoint le Nîmes Olympique avec lequel il s'engage librement pour une saison plus une en option.
Thomasen inscrit son premier but pour Nîmes dès sa première apparition sous ses nouvelles couleurs, lors d'une rencontre de championnat le 6 août 2022 contre l'AS Saint-Étienne au Stade Geoffroy-Guichard. Titulaire, il ouvre le score, mais les deux équipes se neutralisent (1-1 score final),. Le 22 avril 2023, il sort sur blessure lors d'une défaite de son équipe face au Paris FC (3-0), ce qui met un terme à sa saison.

### IF Elfsborg
Le 13 juillet 2023, Jens Thomasen rejoint la Suède afin de s'engager en faveur de l'IF Elfsborg. Il signe un contrat courant jusqu'en décembre 2025.

### En sélection
Jens Thomasen compte 13 sélections avec l'équipe du Danemark des moins de 19 ans, obtenues entre 2014 et 2014.
Jens Thomasen fête sa première sélection avec l'équipe du Danemark espoirs contre la Lituanie, le 5 septembre 2017. Il entre en cours de match lors de cette partie qui se solde par la large victoire du Danemark sur le score de six buts à zéro.

## Statistiques
| Saison                | Club                  | Championnat           | Championnat | Championnat | Championnat | Coupe(s) nationale(s) | Coupe(s) nationale(s) | Coupe(s) nationale(s) | Total | Total | Total |
| Saison                | Club                  | Division              | M.          | B.          | P.d.        | M.                    | B.                    | P.d.                  | M.    | B.    | P.d.  |
| 2014-2015             | Odense BK             | Superliga             | 3           | 0           | 0           | 0                     | 0                     | 0                     | 3     | 0     | 0     |
| 2015-2016             | Odense BK             | Superliga             | 18          | 0           | 1           | 2                     | 0                     | 0                     | 20    | 0     | 1     |
| 2016-2017             | Odense BK             | Superliga             | 24          | 2           | 2           | 0                     | 0                     | 0                     | 24    | 2     | 2     |
| 2017-2018             | Odense BK             | Superliga             | 25          | 1           | 4           | 2                     | 1                     | 0                     | 27    | 2     | 4     |
| 2018-2019             | Odense BK             | Superliga             | 21          | 3           | 1           | 4                     | 1                     | 1                     | 25    | 4     | 2     |
| 2019-2020             | Odense BK             | Superliga             | 27          | 0           | 1           | 2                     | 0                     | 0                     | 29    | 0     | 1     |
| 2020-2021             | Odense BK             | Superliga             | 27          | 2           | 3           | 3                     | 0                     | 1                     | 30    | 2     | 4     |
| 2021-2022             | Odense BK             | Superliga             | 28          | 2           | 1           | 8                     | 0                     | 1                     | 36    | 2     | 2     |
| Sous-total            | Sous-total            | Sous-total            | 173         | 10          | 13          | 21                    | 2                     | 3                     | 194   | 12    | 16    |
| 2022-2023             | Nîmes Olympique       | Ligue 2               | 24          | 2           | 2           | 1                     | 0                     | 0                     | 25    | 2     | 2     |
| Sous-total            | Sous-total            | Sous-total            | 24          | 2           | 2           | 1                     | 0                     | 0                     | 25    | 2     | 2     |
| 2023                  | IF Elfsborg           | Allsvenskan           | -           | -           | -           | -                     | -                     | -                     | 0     | 0     | 0     |
| Sous-total            | Sous-total            | Sous-total            | -           | -           | -           | -                     | -                     | -                     | 0     | 0     | 0     |
| Total sur la carrière | Total sur la carrière | Total sur la carrière | 197         | 12          | 15          | 22                    | 2                     | 3                     | 219   | 14    | 18    |